# Spodnje Danje
Spodnje Danje je naselje u slovenskoj Općini Železniku. Spodnje Danje se nalazi u pokrajini Gorenjskoj i statističkoj regiji Gorenjskoj. 

## Stanovništvo
Prema popisu stanovništva iz 2002. godine naselje je imalo 62 stanovnika.